# Langues teberanes
Les langues teberanes sont une famille de langues papoues parlées en Papouasie-Nouvelle-Guinée, dans les provinces des Hautes-Terres occidentales et du Golfe.

## Classification
Les langues teberanes font partie des familles possiblement rattachées, selon Malcolm Ross, à la famille hypothétique des langues de Trans-Nouvelle Guinée. Wurm (1975) pose une famille réunissant les langues teberanes et les langues kiwaianes. Ross, tout comme Haspelmath, Hammarström, Forkel et Bank, rejette cette proposition,.

## Liste des langues
Les langues teberanes sont :
- dadibi
- folopa

## Sources
- (en) Malcolm Ross, 2005, Pronouns as a preliminary diagnostic for grouping Papuan languages, dans Andrew Pawley, Robert Attenborough, Robin Hide, Jack Golson (éditeurs) Papuan pasts: cultural, linguistic and biological histories of Papuan-speaking peoples, Canberra, Pacific Linguistics. pp. 15–66.